# Cupa Bucureștiului (ciclism)
Cupa Bucureștiului este o competiție de ciclism organizată de Federația Română de Ciclism și Triatlon. La ediția din 2011, alături de seniorii profesioniști, s-a desfășurat și întreceri ale juniorilor, cadeților, începătorilor sau ale amatorilor. Locația de desfășurare a fost Complexul Dragonul Roșu din Fundeni, Ilfov și a constat în executarea de 15 tururi ale acestuia în pluton, totalizând 25,5 km.

## Clasament seniori
|                                                | Ciclist                    | Echipa               | Timpul  |
| ---------------------------------------------- | -------------------------- | -------------------- | ------- |
| 1                                              | Marian Frunzeanu (ROM)     | C.S. Dinamo          | 0:40:24 |
| 2                                              | Eduard-Michael Grosu (ROM) | C.S. Torpedo         | a.t.    |
| 3                                              | Ștefan Morcov (ROM)        | C.S. Mazicon         | a.t.    |
| 4                                              | Ionuț Sdrăilă (ROM)        | C.S. Torpedo         | a.t.    |
| 5                                              | Lucian Voinea (ROM)        | C.S. Bilal Constanta | +33s    |
| 6                                              | Alexandru Ciocan (ROM)     | C.S. Dinamo          | +33s    |
| 7                                              | Zoltan Sipos (ROM)         | C.S. Mazicon         | +33s    |
| 8                                              | Mihai Vlad (ROM)           | C.S. Olimpic Team    | +33s    |
| 9                                              | Bogdan Coman (ROM)         | C.S. Mazicon         | +33s    |
| 10                                             | Razvan Jugănaru (ROM)      | C.S. Dinamo          | +33s    |
| 11                                             | Alexandru Grigore (ROM)    | C.S. Olimpic Team    | +33s    |
| 12                                             | Nicolae Țintea (ROM)       | C.S. Petrolul        | +33s    |
| 13                                             | Mihail Rusu (ROM)          | C.S. Dinamo          | +33s    |
| Restul cicliștilor au sosit la un tur distanță |                            |                      |         |